# Die Todesrächer von Bruce Lee
Die Todesrächer von Bruce Lee (auch genannt Fatal strike) ist ein 1974 in Hongkong gedrehter Action- und Martial-Arts-Film mit Kang Chin und Yasuaki Kurata in den Hauptrollen.

## Handlung
Ein junger Mann will die Mörder seines Freundes Bruce Lee entlarven. Doch er kommt mit seiner Rache nicht weiter, weil sich ihm weiterhin ein Polizist entgegenstellt. Schließlich erkennen sie, dass sie beide Bruce Lee rächen wollen.

## Rezeption
- Lexikon des internationalen Films: Einfältiger und unlogisch aufgebauter Actionfilm in schlampiger Inszenierung.[1]